# 清水香里
清水 香里（しみず かおり、1983年5月21日 - ）は、日本の声優、女優、元子役。

## 経歴
東京都出身。少女時代に憧れた職業はメイクアップアーティストと保育士だったという。6歳（小学1年生）のときに思い出になればと芸能事務所に所属、子役としてナガサキヤのドラえもんのお菓子でCMデビューする。CMやドラマなどの出演を経て、中学生でプレアイドルとして活動を始め、中学3年生時の1998年にテレビアニメ『serial experiments lain』の岩倉玲音役で声優デビューする。アフレコ収録は同作のゲームの方が先であり、ゲームボイスが初めての声の演技となった。高校生になると2000年、第11回ヤングジャンプ全国女子高生制服コレクションに登場した。
デビュー時から2003年まではピュアハーツに所属していたが、その後、フリーの時期を経て、2008年8月より有限会社スリートゥリーに所属。2017年2月末日をもって退所し、再度フリーになった。
2017年11月29日、結婚を発表。2019年3月9日、第1子となる男児出産を発表した。

## 人物・エピソード
自身も出演したテレビアニメ『乃木坂春香の秘密』の原作小説第9巻において、ヴォイストレーニングやエチュード、声優ならではのエピソードを原作者五十嵐雄策に提供した。なお、その中で、清水自身もN'sとして原作に登場している。
年齢と比較して長い芸歴から、主要キャラの担当声優のほとんどが新人だった『僕等がいた』の収録現場では、自分とあまり年齢の違わない後輩たちにアフレコのノウハウをレクチャーしていた。
植田佳奈、桑谷夏子とは3姉妹（自身は三女）と称するほど、親密である。
Mr.Children、ゆずの大ファンでライブにも行っている。中学生の頃、和月伸宏『るろうに剣心』を愛読していた。
子役時代に出演したのりものメガ百科にて消防署でのロケをきっかけに、消防ファンになり、出初式など、消防イベントに観に行くことがある。
座右の銘は「なんとかなるっ!」。

## 出演
太字はメインキャラクター。

### テレビアニメ
1998年
- serial experiments lain（岩倉玲音）

1999年
- 金田一少年の事件簿（長崎百合、女性職員）

2000年
- ストレンジドーン（宮部ユコ）
- 星界の戦旗（2000年 - 2001年、エクリュア・ウェフ＝トリュズ・ノール） - 2シリーズ
- ブギーポップは笑わない Boogiepop Phantom（宮下藤花 / ブギーポップ）
- 六門天外モンコレナイト（ホワイト・ドルフィン）

2001年
- 犬夜叉（2001年 - 2010年、由加、ケン、飛鳥、しほう、子供） - 2シリーズ
- 地球防衛家族（大地望）
- フルーツバスケット（皆川素子）

2002年
- ヴァイスクロイツ グリーエン（翠霧）
- PIANO（女子生徒A、同級生）

2003年
- 神魂合体ゴーダンナー!!（2003年 - 2004年、ルウ・ルー） - 2シリーズ
- ストラトス・フォー（土井静羽）
- 住めば都のコスモス荘 すっとこ大戦ドッコイダー（野菊朝香 / ネルロイドガール）
- プラネテス（友人C）

2004年
- A15シリーズ（変身3部作）
  - 超変身コス∞プレイヤー（タキツヒメ）
  - ヒットをねらえ!（乾まつり）
  - LOVE♥LOVE?（乾まつり）

- げんしけん（笹原恵子）
- サムライガン（茜）
- スクールランブル（2004年 - 2006年、高野晶、ナポレオン、マリっぺ） - 2シリーズ
- せんせいのお時間 DOKI DOKI SCHOOL HOURS（中山千夏）
- マリア様がみてる（2004年 - 2009年、二条乃梨子） - 2シリーズ
- 美鳥の日々（ヨウコ）
- 名探偵コナン（CMの声、CMの女）
- レジェンズ 甦る竜王伝説（サルバ）

2005年
- ギャラリーフェイク（エリザベータ）
- 極上生徒会（銀河久遠）
- シュガシュガルーン -sugar×2 rune-（ココナッツ）
- スターシップ・オペレーターズ（荻野セイ）
- 魔法少女リリカルなのはシリーズ（2005年 - 2015年、シグナム、ミゼット・クローベル） - 3シリーズ
- 蟲師（みちひ）

2006年
- おとぎ銃士 赤ずきん（トゥルーデ、ヘンゼル〈幼少時〉）
- ギャラクシーエンジェる〜ん（主婦A）
- 人造昆虫カブトボーグ V×V（瞳）
- スパイダーライダーズ 〜オラクルの勇者たち〜（スパークル姫）
- 僕等がいた（水ちん）
- MÄR-メルヘヴン-（フラット・ベー）
- LEMON ANGEL PROJECT（鴻野唯）

2007年
- アイドルマスター XENOGLOSSIA（如月千早）
- 地獄少女 二籠（水谷せり）
- 神霊狩/GHOST HOUND（古森瑞香、インスペック〈声〉）
- スケッチブック 〜full color's〜（神谷雪花）
- スパイダーライダーズ 〜よみがえる太陽〜（スパークル姫）
- ななついろ★ドロップス（八重野撫子）
- ヒロイック・エイジ（アネーシャ）
- らき☆すた（田村ひより、イチコ）

2008年
- おじゃる丸（2008年 - 2010年、クモ美、たがめちゃん）
- S・A〜スペシャル・エー〜（滝島翠、幼少期の彗）
- 乃木坂春香の秘密（2008年 - 2009年、桜坂葉月、樟葉、清水香里） - 2シリーズ
- ネットゴーストPIPOPA（ネットヴィーナス、セイコ・エレンコワ、竹川クリスティーヌ、案内係のお姉さん）

2010年
- 学園黙示録 HIGHSCHOOL OF THE DEAD（二木敏美）
- ケロロ軍曹（2010年 - 2011年、雪ダンガル、麻美の友人）
- スーパーロボット大戦OG -ジ・インスペクター-（ラミア・ラヴレス/W17）

2011年
- ファイ・ブレイン 神のパズル（2011年 - 2014年、井藤ノノハ） - 3シリーズ
- Rio RainbowGate!（ローザ・キャニオン）

2012年
- 神様はじめました（ケイ）
- 咲-Saki- 阿知賀編 episode of side-A（亦野誠子）

2014年
- 旦那が何を言っているかわからない件（2014年 - 2015年、三木さん） - 2シリーズ

2015年
- Go!プリンセスプリキュア（セイ / 先代キュアトゥインクル）

2025年
- ゲーセン少女と異文化交流（草壁楓）

### 劇場アニメ
- A・LI・CE（2000年、林亜利寿[25]）
- 犬夜叉 鏡の中の夢幻城（2002年、由加[26]）
- 犬夜叉 天下覇道の剣（2003年、由加）
- 犬夜叉 紅蓮の蓬莱島（2004年、紫苑）
- 魔法少女リリカルなのは The MOVIE 2nd A's（2012年、シグナム）
- 魔法少女リリカルなのは Reflection / Detonation（2017年 - 2018年、シグナム[27][28]） - 2部作

### OVA
- エイリアン9（2001年、川村くみ）
- アーケードゲーマーふぶき（2002年、国分寺花子）
- ジャングルはいつもハレのちグゥ FINAL（2003年、ルーシー）
- まかせてイルか!（2004年、陸）
- おとぎ銃士 赤ずきん（2005年、ヘンゼル）
- スーパーロボット大戦ORIGINAL GENERATION THE ANIMATION（2005年、ラミア・ラヴレス）
- スクールランブル（2005年 - 2008年、高野晶）
- 星界の戦旗III（2005年 、エクリュア）
- 戦闘妖精少女 たすけて! メイヴちゃん（2005年、シルフィードちゃん）
- マリア様がみてる（2006年 - 2012年、二条乃梨子）
- ストラトス・フォー ADVANCE（2008年 、土井静羽）
- らき☆すたOVA（オリジナルなビジュアルとアニメーション）（2008年 、田村ひより）
- クイーンズブレイド リベリオン（2012年）
- 乃木坂春香の秘密 ふぃな〜れ♪（2012年、桜坂葉月）

### Webアニメ
- ヤミカラスと真夜中のぼうけん（2025年、母[29]）
- 限界OL霧切ギリ子（2025年、霧切ギリ子[30]）

### ゲーム
1998年
- Serial experiments lain（岩倉玲音）

2000年
- パワードール4（メアリー・アプルトン、リー・メイファ）

2001年
- Candy Stripe 〜みならい天使〜（梶山潤）
- グローランサーIII（ミシェール・リードブルク）
- 玉繭物語2（ショコラ）
- ルナ・ウイング 〜時を越えた聖戦〜（ルル）

2002年
- THE 女の子のための恋愛アドベンチャー 〜硝子の森〜（高村深鈴）
- どこまでも青く…（八車文乃）

2003年
- 星界の戦旗（エクリュア・ウェフ＝トリュズ・ノール）

2004年
- THE 裁判 〜新米司法官 桃田司の10の裁判ファイル〜（浦島貞子、ベンジー）
- 神魂合体ゴーダンナー!!（ルウ・ルー）

2005年
- 極上生徒会（銀河久遠）
- 新世紀勇者大戦（リーツォ）
- スクールランブル 姉さん事件です!（高野晶）
- スクールランブル ねる娘は育つ（高野晶）

2006年
- スクールランブル二学期 恐怖の（?）夏合宿! 洋館に幽霊現る!? お宝を巡って真っ向勝負!!!の巻（高野晶）

2007年
- スーパーロボット大戦OG ORIGINAL GENERATIONS（ラミア・ラヴレス）
- スーパーロボット大戦OG外伝（ラミア・ラヴレス）
- スーパーロボット大戦Scramble Commander the 2nd（ルウ・ルー）
- 武装神姫 BATTLE RONDO（イルカ型MMS ヴァッフェドルフィン）
- らき☆すたの森（田村ひより）

2008年
- アオイシロ（カヤ、鳴海夏夜）
- アルカナハート2 （ゼニア・ヴァロフ）
- THE 爆弾処理班（アポロ、ディーノ）
- スーパーロボット大戦A PORTABLE（ラミア・ラヴレス）
- テイルズ オブ ハーツ（リチア・スポデューン、リシア＝カトレイア）
- 乃木坂春香の秘密 こすぷれ、はじめました♥（桜坂葉月）
- バイオショック（リトル・シスター）
- 無限のフロンティア スーパーロボット大戦OGサーガ（アシェン・ブレイデル）
- らき☆すた ネットアイドル・マイスター（田村ひより）
- らき☆すた 〜陵桜学園 桜藤祭〜（田村ひより）

2010年
- 無限のフロンティアEXCEED スーパーロボット大戦OGサーガ（アシェン・ブレイデル）
- 乃木坂春香の秘密 同人誌はじめました♥（桜坂葉月）
- 魔法少女リリカルなのはA's PORTABLE -THE BATTLE OF ACES-（シグナム）
  - DLマガジン デジタルなのは（シグナム）

2011年
- 魔法少女リリカルなのはA's PORTABLE -THE GEARS OF DESTINY-（シグナム）

2012年
- 第2次スーパーロボット大戦OG（ラミア・ラヴレス）

2013年
- 咲-Saki- 阿知賀編 episode of side-A Portable（亦野誠子）
- スーパーロボット大戦OG INFINITE BATTLE（ラミア・ラヴレス）
- テイルズ オブ ハーツ R（リチア・スポデューン）

2014年
- ウチの姫さまがいちばんカワイイ（カエデ・ヘルシア）
- 電撃文庫 FIGHTING CLIMAX / IGNITION（2014年 - 2015年、ブギーポップ） - 2作品

2015年
- 咲-Saki- 全国編（亦野誠子）

2016年
- 高円寺女子サッカー3 〜恋するイレブン いつかはヘブン〜（音無麻里）
- スーパーロボット大戦OG ムーン・デュエラーズ（ラミア・ラヴレス、アシェン・ブレイデル）

2017年
- メギド72（2017年 - 2023年、フルカス、バティン）

2018年
- 電撃文庫：CROSSING VOID（ブギーポップ） - 海外向けアプリゲーム
- スーパーロボット大戦X-Ω（ラミア・ラヴレス）

2019年
- テイルズ オブ ザ レイズ（リチア・スポデューン）

2025年
- スーパーロボット大戦DD（ラミア・ラヴレス）

### ドラマCD
- 海底王女マナティーネ（マナティーネ）
- アイドルマスター XENOGLOSSIAシリーズ（如月千早）
  - オリジナルドラマvol.2「週間モンデンキント」
  - オリジナルドラマvol.3「週間アイドルマスター」
- アオイシロドラマCD「青城奇譚」（鳴海夏夜）
- スーパーロボット大戦 ORIGINAL GENERATION THE SOUND CINEMA（ラミア・ラヴレス）
- 無限のフロンティア スーパーロボット大戦OGサーガスペシャルドラマCD（アシェン・ブレイデル、W17）
- そんなんじゃねえよ（真宮静）
- 魔法少女リリカルなのは（シグナム）
  - 魔法少女リリカルなのはA's サウンドステージ01 - 03（2005年、2006年）
  - 魔法少女リリカルなのはStrikerS サウンドステージ01 - 04（2007年）
  - 魔法少女リリカルなのはStrikerS サウンドステージM4 10thSP（『メガミマガジン』2009年9月号付録[Vol.112]）
  - 魔法少女リリカルなのは The MOVIE 2nd A's ドラマCD付き特別鑑賞券 Side-Y（2011年）
  - 魔法少女リリカルなのは Reflection ドラマCD付き特別鑑賞券【なのは&はやて編＋ボーナストラックVivid Strike! フーカ編】（2016年）
- マリア様がみてる （二条乃梨子）
- サナリカおはなしCD（神前リカ）
- サナリカおはなしCD ふたつめ（神前リカ）
- 神魂合体ゴーダンナー!!1、2巻（ルウ・ルー）
- 乃木坂春香の秘密 ドラマCD（桜坂葉月）
- 天国に涙はいらない 臥竜鳳雛夫婦雛（鍋島真央）
- 妄想少女オタク系（松井曜子）2008年
- ナイトウィザードファンブック フライ・ミー・トゥー・ザ・ムーン「無常の月」（朔野美影、凛華）
- らき☆すた ドラマCD（ドラマがコンプリートなディスク）（田村ひより）
- ドラマCD バカとテストと召喚獣（島田美波）
- ドラマCD ハイガクラ（白珠龍）
- テイルズ オブ ハーツ（リチア・スポデューン）
  - テイルズ オブ ハーツ ドラマCD vol.1「スピルーン四散」
  - テイルズ オブ ハーツ ドラマCD vol.3「緋色の髪の魔王」
  - テイルズ オブ ハーツ ドラマCD vol.5「ねむり姫の詩」
- Rio Sound Hustle! -Rio盛-（ローザ・キャニオン）※ドラマパートに出演
- 宮河家の空腹 ドラマCD 陵桜学園高等学校文化祭は大パニックかも（田村ひより）
- ドラマCD 姫さま狸の恋算用（大和十子）2016年

### 吹き替え

#### 映画
- IT（ベヴァリー〈幼少時代〉）
- コックリさん
- ステップ・シスターズ（アリエル）

#### ドラマ
- オールイン 運命の愛（ミン・スヨン〈10代〉）
- 宮廷女官チャングムの誓い（ホンイ）
- シナリオライターは君だ!（社長）
- 天国の階段（チョンソ〈幼少期〉）
- 冬のソナタ（女生徒）

### テレビドラマ
- 月曜・女のサスペンス 芥川龍之介の「母」（1990年12月17日、テレビ東京） - 山下晶
- 朝日のあたる家（1991年4月18日） - 伊丹実月
- 世にも奇妙な物語 冬の特別編「23分間の奇跡」（1991年12月26日）
- 明るい家庭のつくり方（1992年） - るか
- NHKドラマ愛の詩 続・のんのんばあとオレ（1992年8月） - 吉川美和
- 珠玉の女（1992年10月 - 1993年3月、よみうりテレビ・VSO）
- 虹色定期便（1997年6月25日、7月9日、NHK教育） - 上野裕美子

### 映画
- なぞの転校生（1998年12月26日） - 敦美

### オリジナルビデオ
- ウルトラセブン 失われた記憶（1998年6月5日） - 村田麗

### テレビ番組
- アニぱら音楽館（キッズステーション）
- あにてれ情報局、あにてれ情報局ブロードバンド（2006年9月号ゲスト）
- Re:あにてれ情報局、Re:あにてれ情報局ブロードバンド（2007年4月6日・13日ゲスト）
- CITY.OSAKA BB（ナビゲーター〈大阪市〉）
- 声優戦線異状なし!? - AT-X
- 清水香里にPRESENTS「S-1グランプリ!」（AT-X）
- 番宣部長（AT-X、フィラー番組、2010年8月度MC）
- 歴史百景 まちの記憶をたどる（J:COMチャンネル、2012年10月- リポーター）

### 実写
- のりものメガ百科（ゆみこお姉さん）
- アニたまどっとコム standard まるなげ♪ DVD「私をスノボに連れてって〜ゲレンデでラブをゲットするための50のアドバイス〜」
- アニたまどっとコム standard まるなげ♪ DVD「私を神戸に連れてって〜五感で楽しむKBバスツアー」
- 小野坂シェフのきまぐれクッキング（アニたまSHOP特典DVD）
- らき☆すた in 武道館 あなたのためだから

### 舞台
- なば缶「ホエン・アイ・ゲット・ホーム」（2011年5月31日-6月5日、新宿シアターモリエール）
- なば缶二本目「フェアリーティルアレゴリー」（2013年3月5日-3月10日、中目黒キンケロシアター）

### ラジオ
※はインターネット配信。
- オレたちXXXやってま〜すNEXT月曜日（2000年 - 2001年、MBSラジオ）
- ラジオ・アニメどんぶり（2000年 - 2003年、TBSラジオ）
- air marine内「走れ！marine wave」（2002年、文化放送）
- スクラン☆お茶会!（2005年 - 2006年、ラジオ大阪・文化放送）
- スクラン二学期 ウィークエンド（2006年 - 2007年、音泉※）
- RADIO LEMON ANGEL PROJECT 〜い・け・な・い☆レッスン〜（2006年、公式ページ※・音泉※）
- 清水香里・山本麻里安の「絶対ウルトラヴァイオレット」（2006年、音泉※）
- まさや・かおりの○○エモーション（2002年 - 2003年、文化放送）
- まさや・かおりのらぶらぶエモーション（2003年 - 2005年、文化放送）
- 清水香里のあきばッCiao!（あきば@らぼ※）
- アルゴノート・チャンネル（2007年、ヒロイック・エイジwebラジオ※）
- ラジオドラマ「乃木坂春香の秘密」（桜坂葉月）（2007年、電撃大賞※）
- アニたまどっとコム standard まるなげ♪（2007年 - 2012年、ラジオ関西）
- アニたまどっとコムNAVI（2009年、ラジオ関西）
- 癒されBar若本〜風のワンダラー〜（2011年 - 2012年、インターネットラジオ※）
- ファイ・ブレイン ラジオ 〜マルコーニの称号〜（2012年 - 2014年、HiBiKi Radio Station※）
- ラジカメSTATION+（2012年、超!A&G+※）
- 株式会社アキバーブリッツ営業部 〜香里・愛美の「とある秋葉原OLの実情」〜（2012年、ラジカメSTATION!※）
- 株式会社アキバーブリッツ営業部 〜香里・愛美の「とある秋葉原OLの実情」Ver.2.0〜（2013年、ラジカメSTATION!※）
- トークサロン・かおりの部屋（2013年、ラジカメSTATION!※）

### インターネットテレビ
- 清水香里と伊藤実華の我楽多商店!（ニコニコ動画、スリートゥリー我楽多チャンネル、2009年1月30日 - 2009年4月15日）
- がんばれ! ホラーズ（ニコニコ動画、ニコニコほらーちゃんねる、2010年10月15日 - 2011年9月16日、全11回）

### 音楽CD
- serial experiments lain sound track cyberia mix [Soundtrack]  INFANiTY world（岩倉玲音キャラクターソング）
- アイドルマスター XENOGLOSSIA キャラクターアルバムvol.1『熱唱! サンライズ巨大ロボットアニメソング無敵』
- 極上生徒会（銀河久遠）
  - 極上生徒会 オープニングテーマ 極上生徒会執行部『偶然天使』
  - 極上生徒会 キャラクターシングル Vol.2 執行部副会長・金城奈々穂&銀河久遠
- Birthday Mini Album 「Pure」
- バニラ/seasons（マキシシングル）
- らき☆すた キャラクターソング Vol.007 田村ひより
- らき☆すたRe-Mix002〜『ラキスタノキワミ、アッー』【してやんよ】〜（田村ひより）
- School Rumble（高野晶）
  - OAD「スクールランブル三学期」主題歌『School Rumble Forever』
  - スクールランブル二学期 ボーカルベスト: 矢神のど自慢
  - 裏スクールランブル二学期 DIE ANOTHER D!、姫の帰還!、メガネの聖戦!
  - スクールランブル：高野晶
- 乃木坂春香の秘密
  - ひとさしゆびクワイエット!（N's名義）
  - 乃木坂春香の秘密 キャラクターソング（4） 桜坂葉月＆七城那波（桜坂葉月）
- Rio Sound Hustle! -MEGA盛-（ローザ・キャニオン）
- 新・百歌声爛 -女性声優編-

### ラジオCD
- アニたまどっとコム standard まるなげ♪
  - 急にボールが来たので、思わず作っちゃいましたCD〜『アニたまどっとコム standard まるなげ♪』 DJ-CD vol.1〜
  - 常識的に考えてそろそろ桑谷さんを呼ぶ頃だと思い呼んでみましたCD〜『アニたまどっとコム standard まるなげ♪』 DJ-CD vol.2〜
  - まるなげ刑事の事件簿 紅葉舞う草津ロマンティック街道〜湯けむりに消えた男〜『アニたまどっとコム standard まるなげ♪』 DJ-CD vol.3
  - クイズ!まるなげドン!KT帝国・ヴィヴィッド総帥の逆襲〜『アニたまどっとコム standard まるなげ♪』 DJ-CD vol.4〜
  - アニたまどっとこむ Standard まるなげ♪ テーマソング Happyの条件/キズナ（2009年9月23日 MESC-0022）
  - みんなが無駄話というから、合宿に来ましたCD〜『アニたまどっとコム standard まるなげ♪』 DJ-CD vol.5〜（2010年1月8日）
  - アニたまどっとこむ Standard まるなげ♪ presents 『Pastel Kaori Colorful Box』（2010年1月8日）
- DJCD マリア様がみてる "La Vierge Marie Vous Regarde" 1 - 3巻（2006年、2007年）
- DJCD マリア様がみてる 〜Winter Special 2007〜（2008年）
- 株式会社アキバーブリッツ営業部 〜香里・愛美の「とある秋葉原OLの実情」〜DJCD VOL.1

### 書籍
- 『清水香里ファースト写真集 Pure -the First memorial-』（ソフトガレージ、2000年） ISBN 4-921068-57-7

### その他コンテンツ
- かおぽんのコネコネくらぶ（インターネット）
- 清水香里のおしゃべりコンプ（インターネット）
- アニぱら音楽館（キッズステーション）
- アニたまどっとコム presents 真夏のリレートークCD
- パズルの王子様（井藤ノノハの声）
- 魔法少女リリカルなのは15周年記念イベント「リリカル☆ライブ」